# Cherish (安良城紅の曲)
「Cherish」（チェリッシュ）は、安良城紅の6枚目シングル。

## 概要
- 前作から約6ヶ月ぶりとなる。
- 1曲目はNTV「音楽戦士 MUSIC FIGHTER」POWER PLAY、名鉄空港特急「ミュースカイ」CMソング。
- 2曲目はテレビ東京アニメ「アイシールド21」エンディングテーマ。

## 収録曲
1. Cherish
  - 作詞：Makoto ATOZI／作曲：江上浩太郎／編曲：CMJK
  - NTV「音楽戦士 MUSIC FIGHTER」POWER PLAY、名鉄空港特急「ミュースカイ」CMソング。
2. GOAL
  - 作詞：JUSME／作曲：y@suo ohtani／編曲：CMJK
  - テレビ東京アニメ「アイシールド21」エンディングテーマ。
3. WORK THAT BODY
  - 作詞・作曲：Kenton Nix／編曲：福富幸宏
  - ターナ・ガードナーの1979年ディスコ系曲のカバー。
4. Cherish (Instrumental)
5. GOAL (Instrumental)